# Naguszewo
Naguszewo – wieś w Polsce położona w województwie warmińsko-mazurskim, w powiecie działdowskim, w gminie Rybno.
| SIMC    | Nazwa    | Rodzaj    |
| ------- | -------- | --------- |
| 0124989 | Gapowo   | część wsi |
| 0124995 | Pod Odmy | część wsi |

## Historia
Do 1772 r. należało do dóbr stołowych biskupów chełmińskich. 
Na przełomie 1906 i 1907 r. (dokładne daty nie są znane) w miejscowej szkole elementarnej odbył się strajk dzieci przeciwko nauczaniu religii w języku niemieckim. Z uczestników strajku znane są nazwiska następujących dzieci: W. Lendzion, W., B. Wysoccy. Strajk był elementem znacznie większej akcji biernego oporu wobec pruskich władz szkolnych, która na przełomie 1906 i 1907 r. objęła ponad 460 (!) szkół w prowincji Prusy Zachodnie, czyli przedrozbiorowe Pomorze Gdańskie, Powiśle, ziemię chełmińską i ziemię lubawską oraz część Krajny. Inspiracją dla strajków pomorskich były wcześniejsze działania dzieci w prowincji wielkopolskiej, ze słynnym strajkiem we Wrześni (1901) na czele. 
W okresie międzywojennym stacjonowała tu placówka Straży Celnej „Naguszewo”. 
W okresie II wojny światowej (prawdopodobnie w sierpniu lub wrześniu 1944 roku) we wsi powstał podobóz obozu koncentracyjnego KL Stutthof, w którym znajdowało się łącznie 3700 więźniów (głównie kobiet pochodzenia żydowskiego z różnych państw). Zadaniem więźniów była budowa baraków i fortyfikacji wojskowych na linii Gutowo-Rumian (kopanie rowów przeciwpancernych).
W latach 1975–1998 miejscowość administracyjnie należała do województwa ciechanowskiego.